# سونيتا دانوار
سونيتا دانوار (مواليد 16 يوليو 1977) ناشطة نيبالية في مجال حقوق الإنسان ومؤسس مؤسسة سونیتا وشاكتي ساموها وهي منظمة غير حكومية مقرها في نيبال أسستها نساء تم إنقاذهن من بيوت الدعارة في الهند ويعملن على مكافحة الاتجار بالنساء.

## الجوائز والتكريمات
- في عام 2012 تلقى دانوار خطابًا فخريًا من قيادة العمليات الخاصة الأمريكية أشاد فيه بمكافحته ضد الاتجار بالبشر.[2]
- ف[ أفضل مصدر مطلوب ]ي عام 2013 حصلت على جائزة ماجسايساي الرومانیة عن مجموعتها شاكتي ساموها لمكافحة الاتجار بالنساء.
- في عام 2014 تم اختيارها كواحدة من المتأهلين للتصفيات النهائية لجائزة رولاند بيرغر للكرامة الإنسانية.[3]
- في عام 2014 كانت واحدة من عشرة أشخاص حصلوا على جائزة الطفل 10 (C10) لكافحة الاتجار بالأطفال.[4][5][6][7][8][9][10]
- في عام 2018 حصلت على تقدير من وزارة الخارجية الأمريكية في واشنطن.[11]